# Холодное лето пятьдесят третьего…
«Холо́дное ле́то пятьдеся́т тре́тьего…» — советская драма 1987 года. В этом фильме свою последнюю роль в кино исполнил Анатолий Папанов.
В 1989 году был удостоен Государственной премии СССР и премии «Ника» как лучший игровой фильм.

## Сюжет
Лето 1953 года. После смерти Сталина 5 марта и амнистии 27 марта СССР наводняют сотни тысяч освобождённых уголовников, в стране резко вырастает уровень преступности.
В глухой деревне на Крайнем Севере влачат существование двое политических ссыльных: пожилой Копалыч и оборванец Лузга. Трудолюбивый Копалыч упрекает Лузгу, который отлынивает от работы. Шура, дочь немой Лидии, кухарки на пристани, подкармливает Лузгу.
Из города прибывает участковый милиционер Манков. Он рассказывает капитану рейда Фадеичу о гибели боевого товарища, убитого урками в подъезде при возвращении со смены. Милиция устроила облаву, но шестерым бандитам удалось скрыться в лесах. Манков сообщает об аресте Берии и приказе об уничтожении его портретов, но шокированный Фадеич отказывается, ссылаясь, что не получал указание от начальства. Манков упрекает Лузгу, что тот в плену «лизал галифе немцам» в то время как сам Манков «брал Карпаты».
Управляющий факторией, любовник Лидии, Иван Зотов возвращается домой и попадает в плен к шестерым уркам. Глава шайки, уголовный авторитет и «законник» Барон, мародер Крюк, старик-таёжник Михалыч, бывший полицай Муха, молодой урка Витёк и «шестерка» Шуруп грабят склад. Услышав от Барона, что зеки уйдут через час, струхнувший Зотов рассказывает, что вечером или завтра придёт катер, который можно захватить и уйти далеко по реке. Зеки опасаются напасть на дом Манкова, вооружённого ППШ, и решают его выманить. Зотов просит пришедшую за керосином старуху передать Манкову, чтобы тот к нему зашёл, тайком пишет на бумажке просьбу о помощи и закрывает ею бутылку с керосином. Однако старуха по пути выбрасывает бумажку.
Манков идёт к фактории, отбросив лежащую на дороге записку Зотова. У Шурупа не выдерживают нервы, и он стреляет в милиционера. Истекающий кровью Манков добегает до своего дома, но на самом его пороге падает, сражённый пулей Михалыча. Вооружённые уголовники выгоняют жителей из домов и загоняют их в отдельное строение, погибает старик Яков. Лидия успевает спрятать Шуру, заперев её в сарае. Бандиты захватывают пристань, уничтожают всех собак в деревне и ожидают прихода катера.
Барон приказывает Копалычу и Лузге выкопать могилу милиционеру. Товарищи по несчастью наконец-то знакомятся друг с другом. Копалыч оказывается бывшим главным инженером Николаем Павловичем Старобогатовым, осуждённым как «английский шпион», а Лузга — бывшим капитаном полковой разведки 1-го Белорусского фронта Сергеем Басаргиным, осуждённым за «измену Родине», выразившуюся в том, что попал в окружение, проведя там меньше суток.
Мимо пристани проходит пароход с пассажирами и вооружёнными солдатами. Бандиты выставляют на пристань Зотова с оторопевшим Фадеичем и Лидией. Никто не обращает внимание на призывы немой, а Фадеич через рупор приветствует капитана парохода и рассказывает о количестве единиц маломерного флота на его рейде.
Копалыч и Лузга бегут в лес, но Лузга, заметив, как Лидия выпускает Шуру из убежища, прячется в зарослях. Расчёт Лузги оправдывается: обезумевший от похоти Витёк догоняет Шуру и набрасывается на неё с целью изнасиловать. Лузга закалывает его и завладевает пистолетом. Глава шайки Барон, обнаружив труп Витька, посылает Михалыча и Муху в лес на поиски Лузги и Копалыча. Лузга подкрадывается к Михалычу, который мирно разговаривает с Копалычем, узнав в нём знакомого по пересылке. Михалыч рассказывает об амнистии и аресте Берии. Хитрый старик, прячась за Копалычем, подпускает Лузгу поближе и, улучив момент, стреляет в него. Раненый Лузга, притворившись убитым, пристреливает Михалыча, вышедшего из-за живого щита, а затем и подоспевшего Муху.
Оставшиеся трое бандитов выходят из деревни. Лузга и Копалыч устраивают засаду. Копалыч рассказывает о себе — инженер, которого «ценил сам Орджоникидзе», поплатился за свою поездку в Англию, был арестован, чудом сумел передать из Бутырки записку семье с просьбой отречься от него. Копалыч полон надежд ещё пожить и поработать. Лузга приказывает Копалычу выстрелом из укрытия отвлечь внимание бандитов и заходит уголовникам в тыл. Копалыч, презрев категорическое указание Лузги не высовываться, встаёт в полный рост из-за укрытия и скашивает из обреза Барона. Крюк прошивает очередью Копалыча и падает от пули Лузги. Басаргин завладевает автоматом ППШ и расстреливает уплывающего на лодке Шурупа.
Зотов и Фадеич собирают и запирают оружие в ящик. Лузга обвиняет Зотова в пособничестве бандитам и требует похоронить Копалыча на кладбище. Фадеич подговаривает Лузгу сказать на следствии, что он якобы «действовал по указанию капитана рейда».
Вечером, когда жители приносят на ле́дник тела убитых, обнаруживаются только семь трупов, включая Манкова и Копалыча. Слышатся душераздирающие крики Лиды — притворившийся убитым Барон задушил её дочь Шуру. Фадеич отказывается выдать оружие Лузге, и тот, безоружный, уворачиваясь от пуль Барона, догоняет его и топит в озере.
Утром безучастный Лузга смотрит, как Зотов и Фадеич рассказывают о произошедшем прибывшим милиционерам, идёт на местное кладбище и ставит табличку на могилу Старобогатова.
Прошло два года. Сергей Басаргин находит в Москве семью Старобогатова, сообщает им о его гибели, месте захоронения и передаёт вдове его очки. Сын объясняет Басаргину, почему семья отреклась от отца. Басаргин слушает объяснения Старобогатова-младшего, а на вопрос сына про отца («Скажите, он не виновен?»), отвечает: «Нет».
Сергей идёт по многолюдной, украшенной в честь праздника 7 ноября Москве. На Покровском бульваре он встречает седого старика с вещмешком и чемоданом — такого же, как он, недавно освободившегося ссыльного. Они останавливаются посреди бульвара и закуривают. Сергей идёт дальше по осеннему бульвару среди праздничной суеты.
Заключительный эпизод: повтор сцены в засаде с героем Папанова и его настоящим голосом. Голос Александра Прошкина за кадром сообщает, что это последний кадр и последняя роль актёра.

## В ролях
| Актёр              | Роль                                                                                  |
| ------------------ | ------------------------------------------------------------------------------------- |
| Валерий Приёмыхов  | Сергей Басаргин (Лузга) бывший капитан полковой разведки                              |
| Анатолий Папанов   | Николай Павлович Старобогатов (Копалыч) бывший главный инженер (озвучил Игорь Ефимов) |
| Юрий Кузнецов      | Иван Зотов управляющий факторией                                                      |
| Владимир Кашпур    | Фадеич капитан рейда                                                                  |
| Нина Усатова       | Лидия Матвеевна немая                                                                 |
| Зоя Буряк          | Шура дочь-подросток Лидии Матвеевны                                                   |
| Виктор Степанов    | Манков участковый милиционер                                                          |
| Владимир Головин   | Барон главарь банды                                                                   |
| Алексей Колесник   | Крюк бандит                                                                           |
| Андрей Дударенко   | Михалыч бандит                                                                        |
| Александр Завьялов | Муха бандит                                                                           |
| Виктор Косых       | Шуруп бандит                                                                          |
| Сергей Власов      | Витёк бандит                                                                          |
| Елизавета Солодова | жена Старобогатова                                                                    |
| Борис Плотников    | сын Старобогатова                                                                     |

## Съёмочная группа
- Автор сценария: Эдгар Дубровский
- Режиссёр-постановщик: Александр Прошкин
- Оператор-постановщик: Борис Брожовский
- Художник-постановщик: Валерий Филиппов
- Композитор: Владимир Мартынов
- Редактор: Анатолий Степанов

## Съёмки фильма

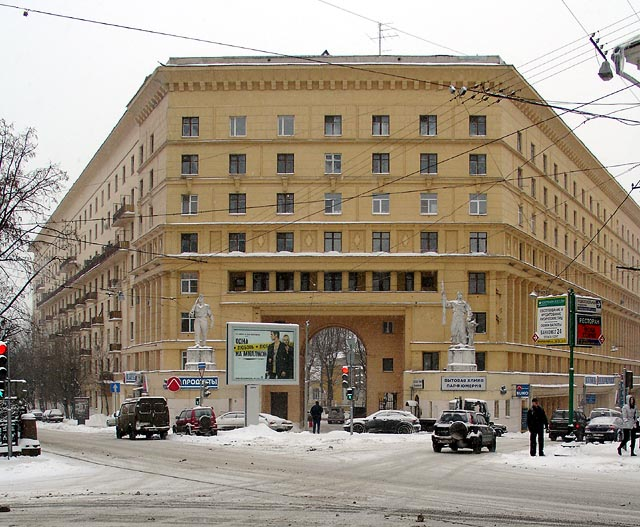
Москва, Яузский бульвар, д. 2/16

- На роль Копалыча пробовались Вацлав Дворжецкий и Георгий Юматов, но был утверждён Геннадий Гарбук. Однако потом был сделан выбор в пользу Анатолия Папанова. Валерий Приёмыхов был утверждён без проб.
- Фильм снимался летом 1987 года в Карелии и Москве на Покровском и Яузском бульварах (заключительный эпизод с возвращением Басаргина). Съёмочная группа, за исключением Александра Прошкина, жила в Петрозаводске. Прошкин на протяжении съёмочного процесса жил в деревне Руга на берегу Сямозера[3], где проходит бо́льшая часть фильма.
- «Приёмыхов снимался с огромным воодушевлением, буквально купался в роли. „Я хочу здесь сыграть офицерскую честь“ — говорил он Прошкину. Тот удивлялся: как можно играть „офицерскую честь“? И только потом, по ходу съёмок, режиссёр понял, что имел в виду актёр. Он как будто предвидел, что главная проблема грядущего времени будет заключаться именно в этом — потере этой самой чести, потере человеческого достоинства»[4].
- Из-за скоропостижной кончины Анатолия Папанова его персонажа озвучил Игорь Ефимов. После финальной сцены был включён рабочий материал со съёмок фильма, в котором можно услышать подлинный голос Анатолия Папанова. После фразы «Об одном жалею… Годы. Так хочется пожить по-человечески… и поработать», закадровый голос режиссёра объявляет: «Анатолий Дмитриевич Папанов. Последний кадр. Последняя роль»[5].

## Награды и достижения
- Всесоюзный кинофестиваль (1988) — Премия жюри[6].
- Премия «Ника» за лучший игровой фильм (1989).
- Приз Международного кинофестиваля в Хихоне, Испания (1989).
- Гран-при на Международном кинофестивале в Валансьене (1989).
- «Лучший фильм года» (1988) по ежегодному опросу журнала «Советский экран».
- Валерий Приёмыхов признан лучшим актёром года (1988) по результатам опроса журнала «Советский экран».
- Валерий Приёмыхов за исполнение роли Лузги был удостоен Государственной премии СССР (вторая по счёту) (1989).
- Анатолий Папанов за исполнение роли Копалыча посмертно был удостоен Государственной премии СССР (1989).
- Фильм вошёл в число лидеров советского кинопроката — в 1988 году картину посмотрело 41,8 миллиона зрителей (3-е место)[7].

## Исторический контекст
Де-юре амнистия 1953 года касалась тех, кто был осуждён за незначительные преступления (на срок до пяти лет), а также беременных женщин, инвалидов и престарелых граждан. Однако на практике было освобождено большое число и других категорий осуждённых. Так, например, из лагерей системы Дальстрой предполагалось освободить осуждённых: за хищение личной собственности граждан — 14 617 человек, за хищение социалистической собственности — 10 402, за разбой — 1047, за хулиганство — 2673, за должностные и хозяйственные преступления — 1745, за спекуляцию — 1007, за имущественные преступления — 855, за незаконное хранение оружия — 545, воров-рецидивистов — 485, за воинские преступления — 2326, за нарушение требований закона о паспортизации — 252 и за другие — 3951, то есть всего 39 905 человек (только из Дальстроя).